# Antonín Schindler
Antonín Schindler (25. května 1925 Dvorce – 9. září 2010 Olomouc) byl český hudebník, spoluzakladatel Moravské filharmonie.
Narodil se ve Dvorcích, kde byl jeho otec předsedou soudu. V letech 1926–1938 bydlel v Krnově. Po obsazení pohraničí bydlel v Prostějově, poté v Brně a v Olomouci, kde maturoval na Slovanském gymnáziu. Na Masarykově univerzitě v Brně studoval obor hudební věda a dějiny umění. Poté byl ve Vídni a vzdělával se ve varhanní vědě. V olomouckém Vlastivědném muzeu nechal vybudovat Václavkův sál s varhanami a založil Mezinárodní varhanní festival Olomouc, jehož byl dlouholetým prezidentem. 
Obdržel Cenu města Olomouce za rok 1997 za všestrannou kulturní zejména hudební, interpretační a organizační činnost. Dne 13. května 2005 obdržel čestný doktorát olomoucké Univerzity Palackého. V roce 2009 ho Olomoucký kraj ocenil za celoživotní přínos v oblasti kultury.

## Dílo
- Varhany Michaela Englera u sv. Mořice v Olomouci. Olomouc: Vlastivědný ústav, 1966. 23 s.
- Tajemná Olomouc, aneb, Olomouc, jak ji neznáte. Olomouc: Votobia, 1998. 139 s. ISBN 80-7198-330-6.
- Tajemná Olomouc II. Oloumoc: Votobia, 2001. 91 s. ISBN 80-7198-483-3.
- Tajemná Olomouc III., aneb, Olomouc, jak ji neznáte. Olomouc: Votobia, 2003. 125 s. ISBN 80-7220-147-6.
- Tajemná Olomouc IV., aneb, Olomouc, jak ji neznáte. Olomouc: Votobia, 2006. 125 s. ISBN 80-7220-271-5.
- 40 let Mezinárodního varhanního festivalu v Olomouci 1969-2008. Olomouc: Moravská filharmonie, 2008. 44 s. ISBN 978-80-254-7468-6.
- Tajemná Olomouc V, aneb, Olomouc, jak ji neznáte. Olomouc: J. Vacl, 2009. 165 s. ISBN 978-80-904149-4-5.